# 신정당
신정당(新政黨)은 1981년 1월에 창당하였고 1982년 3월에 민주사회당과 합당하여 결국 신정사회당이 창당되면서 해산된 대한민국의 정당이다.